# Luc Hwang Sok-tu
Luc Hwang Sok-tu ou Luc Hwang Sŏk-tu (en coréen 황석두 루카) est un laïc chrétien coréen, catéchiste, martyr et saint catholique, né en 1811 ou 1813 à Yŏnp'ung dans la province du Chungcheong en Corée, mort décapité pour sa foi le 30 mars 1866 à Galmaemot, près de Boryeong, dans le Chungcheong.
Reconnu martyr et béatifié en 1968 par le pape Paul VI, il est solennellement canonisé à Séoul par Jean-Paul II le 6 mai 1984 avec 102 autres martyrs de Corée. 
Saint Luc Hwang Sok-tu est fêté le 30 mars et le 20 septembre.

## Biographie
Luc Hwang Sok-tu naît à Yŏnp'ung dans la province du Chungcheong en Corée, en 1811 ou en 1813. Il est issu d'une famille noble et aisée. Il effectue des études pour réussir l'examen gouvernemental.
Quand il a vingt ans, il part pour Séoul pour y passer l'examen. En cours de route, il rencontre un érudit catholique dans une auberge. Il entend alors parler de la religion catholique, en est ému, et reçoit des livres sur cette religion. Il rentre chez lui trois jours après en être parti. Son père le frappe sévèrement, mais il continue ensuite à étudier la foi catholique.
Luc Hwang convertit sa femme au catholicisme. Menacé de mort par son père, il répond à cette menace en restant muet pendant plus de deux ans. Toute sa famille essaye de guérir son mutisme mais personne n'y arrive, tous s'y épuisent et sont finalement persuadés par Luc Hwang d'étudier le catéchisme et de devenir catholiques.
Même les non-catholiques admirent son dévouement, sa fidélité et sa personnalité. Lorsque Mgr Ferréol arrive en Corée, Luc se décide à servir l'Église pour toujours. L'évêque lui permet de vivre séparé de sa femme, et veut faire de Luc un prêtre, mais le Saint-Siège refuse car il n'y a pas de couvent où puisse entrer la femme de Luc.
Après la mort de son père, la famille de Luc lui prend toutes ses propriétés. Il devient professeur de littérature chinoise et catéchiste, fonctions qu'il remplit très bien. Il devient ensuite assistant de Mgr Berneux et de Mgr Daveluy, et écrit de nombreux livres avec Mgr Berneux.
Lorsque Mgr Daveluy est arrêté, il demande à ses ravisseurs de ne pas arrêter Luc, mais celui-ci insiste pour être arrêté aussi et rester avec l'évêque. Ils sont tous deux envoyés à Séoul. En prison, Luc témoigne de la religion catholique aux procureurs, qui admirent ses connaissances et son éloquence. Le 30 mars 1866, il est condamné à mort et décapité à Galmaemot, à côté de Boryeong, dans la province du Chungcheong le vendredi saint 30 mars 1866, à la suite de Mgr Daveluy et de deux autres missionnaires.

## Canonisation
Luc Hwang Sok-tu est reconnu martyr par décret du Saint-Siège le 4 juillet 1968 et ainsi proclamé vénérable. Il est béatifié (proclamé bienheureux) le 6 octobre suivant par le pape Paul VI.
Il est canonisé (proclamé saint) par le pape Jean-Paul II le 6 mai 1984 à Séoul en même temps que 102 autres martyrs de Corée. 
Saint Luc Hwang Sok-tu est fêté le 30 mars, jour anniversaire de sa mort, et le 20 septembre, qui est la date commune de célébration des martyrs de Corée.